# STS-128
STS-128 — космический полёт MTKK «Дискавери» по программе «Спейс Шаттл». Доставка научного оборудования, материалов и запасных частей для продолжения жизнедеятельности Международной космической станции. Замена одного члена долговременного экипажа МКС. 30-й полёт шаттла к МКС.

## Экипаж
- Фредерик Стеркоу (англ.  Frederick W. "Rick" Sturckow ) (4-й космический полёт — командир экипажа;
- Кевин Форд (англ.  Kevin A. Ford ) (1) — пилот;
- Патрик Форрестер (англ.  Patrick G. Forrester ) (3) — специалист по программе полёта
- Джон Оливас (англ.  John D. "Danny" Olivas ) (2) — специалист по программе полёта
- Хосе Эрнандес (англ.  Jose M. Hernandez ) (1) — специалист по программе полёта
- Кристер Фуглесанг (швед. Christer Fuglesang) (2) — специалист по программе полёта

### Экипаж МКС-20 (старт)
- Николь Стотт (англ. Nicole Stott) (1) — бортинженер

### Экипаж МКС-20 (посадка)
- Тимоти Копра (англ. Timothy Kopra) (1) — бортинженер

В экипаже «Дискавери» — три новичка космических полётов: Кевин Форд, Хосе Эрнандес и Николь Стотт.

## Выходы в открытый космос
В ходе полёта было совершено три выхода в открытый космос.
- Выход 1 —  Оливас и Стотт
- Цель: демонтаж старого бака аммиака на сегменте Р1, снятие с внешней поверхности модуля «Коламбус» экспериментальных образцов размещение их в грузовом отсеке шаттла для возвращения на Землю.
- Начало: 1 сентября 2009 — 21:49 UTC
- Окончание: 2 сентября — 04:24 UTC
- Продолжительность: 6 часов 35 минут.

Это 131-й выход в космос связанный с МКС.
Это 3-й выход в космос для Оливаса и 1-й выход для Стотт.
- Выход 2 —  Оливас и Фуглесанг
- Цель: монтаж нового бака аммиака.
- Начало: 3 сентября 2009 — 22:12 UTC
- Окончание: 4 сентября — 04:51 UTC
- Продолжительность: 6 часов 39 минут.

Это 132-й выход в космос связанный с МКС.
Это 4-й выход в космос для Оливаса и 4-й выход для Фуглесанга.
- Выход 3 —  Оливас и Фуглесанг
- Цель: раскрытие негерметичной платформы, замена электронных модулей, установка антенн GPS, прокладка кабелей.
- Начало: 5 сентября 2009 — 20:49 UTC
- Окончание: 6 сентября — 03:40 UTC
- Продолжительность: 7 часов 1 минута.

Это 133-й выход в космос связанный с МКС.
Это 5-й выход в космос для Оливаса и 5-й выход для Фуглесанга.

## Цель
Доставка научного оборудования в транспортном модуле «Леонардо». Модуль «Леонардо» совершил шестой полёт к МКС. Во время выходов в открытый космос совершена замена экспериментальных образцов, которые экспонировались на внешней поверхности европейского исследовательского модуля «Коламбус».
Во время выходов в открытый космос астронавты заменили бак с аммиаком, который расположен на сегменте Р1 ферменной конструкции МКС. Аммиак используется на станции в качестве охлаждающей жидкости. Масса бака аммиака составляет около 800 кг (1800 фунтов).
В модуле «Леонардо» расположены две стойки с научными приборами. В одной стойке размещены приборы, предназначенные для изучения физики жидкостей. В модуле «Леонардо» размещены также: холодильник, предназначенный для хранения экспериментальных материалов, и спальное место для экипажа МКС.
До этого времени на станции имелось четыре спальных места: два в российском модуле «Звезда» и два в американском модуле «Гармония». Спальное место, доставленное на «Дискавери», временно размещено в японском модуле «Кибо».
На шаттле доставлено более 700 кг (1600 фунтов) полезных грузов для обеспечения жизнедеятельности экипажа МКС. Кроме того, на станцию доставят около 2,8 тонн (6190 фунтов) запасных частей и оборудования, а также 2,7 тонн (6050 фунтов) расходуемых материалов.
На станцию доставлены запасные части для системы регенерации воздуха в американском модуле «Дестини».
На станцию будет доставлен тренажёр (бегущая дорожка) «КОЛБЕРТ» (Combined Operational Load Bearing External Resistance Treadmill, COLBERT). Этот тренажёр назван по имени известного американского телеведущего и шоумена Стивена Колберта (Stephen Colbert). В начале 2009 года НАСА проводила в Интернете опрос с целью определения имени модуля «Нод 3» (Node 3). Стивен Колберт организовал флешмоб в Интернете, в результате наибольшее число голосов для названия модуля «Нод 3» было отдано имени «Колберт». Однако, в условиях проведения опроса было обговорено, что окончательное решение примет НАСА. Поэтому модуль «Нод 3» получил имя «Транквилити». В утешение для Стивена Колберта, НАСА адаптировало название тренажёра «бегущая дорожка» под имя «КОЛБЕРТ».
Николь Стотт заменила на станции Тимоти Копра, который вернётся на землю вместо неё. Николь Стотт должна будет вернуться на Землю в ноябре 2009 года на шаттле «Атлантис» STS-129. Николь Стотт вошла в состав 20-й экспедиции МКС в качестве бортинженера. Она подготовлена для управления роботом-манипулятором станции, был применён для захвата и пристыковки японского грузового корабля HTV к, направленному на Землю, стыковочному узлу модуля «Гармония». Старт японского грузовика назначен на 11 сентября, а его стыковка со станцией на 17 сентября.

## Подготовка к полёту
17 июля 2008 года НАСА назначило экипаж для миссии STS-128: командир Фредерик (Рик) Стеркоу, пилот Кевин Форд, специалисты полёта Джон Оливас, Патрик Форрестер, Хосе Эрнандес, Кристер Фуглесанг. Член экипажа МКС Николь Стотт была названа раньше. Николь Стотт сменит на станции Тимоти Копру, который вернётся на Землю на «Дискавери».
23 июля 2009 года. Старт «Дискавери» (запланированный на 18 августа 2009 года) решено отложить на несколько дней. Специалистам НАСА потребовалось дополнительное время для изучения проблемы связанной с отрывом многочисленных кусков изоляции от внешнего топливного бака во время старта шаттла «Индевор» STS-127 15 июля. Чтобы разобраться с механизмом возникновения множества отрывов изоляции, было проведено 26 экспериментов с изоляцией внешнего топливного бака, который предназначен для миссии «Дискавери» STS-128. Запланировано проведение ещё 125 подобных тестов. Предположительной датой старта «Дискавери» указывались 21, 25 или 26 августа.
25 июля инженеры НАСА закончили проведение испытаний теплоизоляции внешнего топливного бака. Никаких проблем не возникло, поэтому было принято решение о перевозке «Дискавери» в здание вертикальной сборки.
26 июля шаттл «Дискавери» перевезён из ангара в здание вертикальной сборки. Перевозка началась в 11 часов 45 минут по Гринвичу (7 часов 45 минут летнего времени восточного побережья США). В 12 часов 22 минуты перевозка закончилась. На 5 августа назначена перевозка связки шаттла с внешним топливным баком и твердотопливными ускорителями на стартовую площадку 39А. В связи с задержкой вызванной дополнительными испытаниями изоляции внешнего топливного бака, старт «Дискавери» перенесён с 18 на 25 августа в 5 часов 35 минут по Гринвичу (1 час 35 минут летнего времени восточного побережья США).
4 августа в 6 часов по Гринвичу (2 часа ночи на мысе Канаверал) началась перевозка шаттла «Дискавери» из здания вертикальной сборки на стартовую площадку 39А. Накануне весь вечер над космодромом лил дождь. Дорога, по которой двигался кравлер с водруженным на нём шаттлом, была пропитана влагой, и кравлет постоянно вяз в грязи, и был вынужден делать остановки для очистки гусениц. Продвижение продолжалось в очень медленном темпе. При нормальных условиях, кравлер движется со скоростью около 1,3 км/ч (0,8 мили в час). Сегодня скорость кравлера составляла 0,4 — 0,5 км/ч (0,25 — 0,3 мили в час). Переезд завершился в 17 часов 50 минут. Обычно путь от здания вертикальной сборки до стартовой площадки занимает не более шести часов. На этот раз переезд потребовал почти 12 часов.
13 августа НАСА переназначило время и дату старта «Дискавери» STS-128 на 24 августа в 5 часов 58 минут по Гринвичу (1 час 58 минут ночи местного времени).
18 августа после всестороннего обсуждения проблем с отслаивающейся изоляцией внешнего топливного бака, специалисты НАСА дали добро на запуск шаттла «Дискавери» 25 августа, время старта — 5 часов 36 минут (1 час 36 минут летнего времени восточного побережья США). Официальное подтверждение даты и времени старта последует на следующий день — среда, 19 августа.
19 августа было официально объявлено, что шаттла «Дискавери» стартует 25 августа в 5 часов 36 минут.
25 августа. По предварительным прогнозам, погода в районе космодрома на мысе Канаверал оценивалась на 80 % как благоприятная для старта шаттла. После того как был полностью заправлен внешний топливный бак и экипаж занял свои места в кабине «Дискавери», погода начала резко ухудшаться. За 2 часа до старта вероятность благоприятной погоды оценивалась в 40 %. Грозовой фронт приближался к стартовой площадке. Были зафиксированы удары молний на расстоянии 6,5 км (4 мили) от шаттла. Около 4 часов по Гринвичу (24 часа местного времени, 24 августа), приблизительно за полтора часа до старта, все погодные параметры перешли допустимые для старта параметры: плотная облачность, дождь на рассчитанной траектории полёта, молнии в непосредственной близости. В 4 часа 43 минуты (за 53 минут до назначенного времени старта) ливневый дождь обрушился непосредственно на стартовую площадку, где находился шаттл «Дискавери». В 5 часов 25 минут (за 11 минут до старта) запуск шаттла «Дискавери» из-за неблагоприятных погодных условий отменён. Следующая попытка старта будет предпринята через сутки: 26 августа в 5 часов 10 минут (1 час 10 минут летнего времени восточного побережья США). В соответствии с прогнозом, вероятность благоприятной на старта погоды на это время составляет 70 %.
25 августа. Старт «Дискавери» вновь отложен. Во время заполнения внешнего топливного бака жидким водородом (приблизительно в 21 час), вышел из строя один из вентилей в подводящем к двигателям шаттла топливопроводе. Заправка была остановлена. В 21 час 52 минут (17 часов 52 минут местного времени) было объявлено, что сегодня старт не состоится.
Если неисправность вентиля удастся быстро устранить, то следующая попытка старта «Дискавери» состоится (не ранее) в пятницу (28 августа) в 4 часа 22 минуты. Следующая возможность старта — 29 августа в 3 часа 59 минут. Решение о старте в пятницу будет принято 27 августа.
Самое позднее, «Дискавери» должен стартовать 30 августа. Так как на 11 сентября назначен старт к МКС японского грузового корабля, а на 30 сентября — старт российского корабля «Союз» ТМА-16 с очередным экипажем МКС. Если «Дискавери» не стартует до 30 августа, то его запуск будет перенесён на (не ранее) 17 октября.
26 августа, после того как из внешнего топливного бака были слиты жидкий кислород и жидкий водород, был протестирован вентиль в топливопроводе шаттла, отказавший во время подготовки к старту 25 августа. Тестирование не выявило каких-либо неисправностей. Не была также выяснена причина сбоя во время подготовки к старту.
Специалистам потребовалось больше времени, чтобы разобраться с проблемой. Старт шаттла сдвинут ещё на одни сутки. Следующая попытка старта назначена на 29 августа 3 часа 59 минут по Гринвичу (28 августа 23 часа 59 минут местного времени).
28 августа. В день старта последним препятствием для старта «Дискавери» оставалась неблагоприятная погода, в районе космодрома: облачно, дождь и гроза. Однако к вечеру погода улучшилась. К 20 часам вечера (по местному времени) все погодные условия пришли в состояние благоприятное для старта, но оставались неустойчивыми.
29 августа в 3 часа 59 минут по Гринвичу (28 августа в 23 часа 59 минут летнего времени восточного побережья США) шаттл «Дискавери» успешно стартовал к Международной космической станции.

## Описание полёта

### Старт и первый день полёта
03:59 29 августа — 10:29 29 августа
В 0 часов 20 минут (29 августа) по Гринвичу экипаж шаттла прибыл на стартовую площадку. В 1 час 13 минут все члены экипажа заняли свои места в кабине шаттла. В 1 час 55 минут был закрыт входной люк шаттла.
В 2 часа погодные условия были следующими: отдельные облака на высоте 900 м (3000 футов), рассеянная облачность на высоте 3 км (10000 футов), видимость 11 км (7 миль), ветер южный от 2,5 до 5 м/с (5 — 10 узлов), температура 26 °C (79 °F).
В 3 часа 59 минут 47 секунд шаттл «Дискавери» стартовал к Международной космической станции. В 4 часа 3 минуты шаттл прошел точку возврата на космодром, в случае отказа одного из трёх главных двигателей. С этого момента, в случае неполадок на борту, шаттл будет экстра приземляться на запасном аэродроме во Франции или в Испании. В 4 часа 7 минут «Дискавери» вышел на орбиту.
В 5 часов 47 минут был открыт грузовой отсек шаттла.
Был приведен в рабочее состояние робот-манипулятор шаттла, с помощью которого будет проводиться стандартная процедура обследования теплозащитного покрытия.
Астронавты сняли свои скафандры.
Капком Эри Бое сообщил, что после предварительного просмотра видеозаписи старта, не обнаружено отрывов изоляции внешнего топливного бака, могущих нанести повреждение теплозащитного покрытия шаттла.
Во время старт «Дискавери» МКС находилась над Индийским океаном, юго-западнее
острова Тасмания.

### Второй день полёта
18:29 29 августа — 09:29 30 августа
Астронавты проводили обследование теплозащитного покрытия шаттла. Обследование проводили Кевин Форд, Пэт Форрестер и Хосе Эрнандес. Обследование началось в 23 часа 23 минут и продолжалось до 4 часов 24 минут, 30 августа.
Астронавты Джон Оливас, Кристер Фуглесанг и Николь Стотт проверяли скафандры для предстоящих выходов в открытый космос и подготавливали системы шаттла для предстоящей стыковки с МКС.
После выхода шаттла на орбиту, была обнаружена утечка в одном из прецизионных двигателей ориентации в носовой части шаттла. Чтобы устранить эту проблему были закрыты сопла обеих носовых прецизионных двигателей. В дальнейшем полёте эти двигатели нельзя использовать во время манёвров на орбите и во время стыковки со станцией. На шаттле установлены 14 первичных двигателей ориентации в носовой части и по 12 первичных двигателей ориентации с каждой стороны в кормовой части. Кроме того, в носовой части установлены два прецизионных двигателя ориентации и по два прецизионных двигателя ориентации с каждой стороны в кормовой части шаттла. Тяга каждого первичного двигателя составляет 390 кг (870 фунтов), а прецизионного — 11 кг (24 фунта). Во время стыковок всегда использовались прецизионные двигатели, так как они позволяют осуществлять более тонкие манёвры на орбите. Во время подготовки к полёту астронавты тренируют процесс стыковки как с применением прецизионных двигателей, так и без них.
В течение дня было проведено несколько корректировок орбиты шаттла.

### Третий день полёта
17:29 30 августа — 09:29 31 августа
Шаттл «Дискавери» отмечает в полёте двадцатипятилетие со дня его первого космического старта, который состоялся 30 августа 1984 года. Это была миссия STS-41D.
В 21 час 10 минут «Дискавери» находился на расстоянии 72 км (45 миль) от МКС.
«Дискавери» приближался к МКС. Заключительная фаза сближения и стыкови началась в 22 часа 26 минут (30 августа), когда командир корабля Фредерик Стеркоу и пилот Кевин Форд включили двигатели шаттла для заключительной коррекции орбиты. В это время шаттл находился на расстоянии 15 км (9,2 мили) от станции.
В 23 часа 9 минут была установлена прямая радиосвязь между шаттлом и МКС. В 23 часа 22 минуты расстояние между «Дискавери» и МКС составляло 3,2 км (2 мили). В 23 часа 37 минут расстояние между станцией и шаттлом составляло 1,2 км (4000 футов). Шаттл приближался к станции со скоростью 1,8 м/с (6 футов/с).
В полночь с воскресенья (30 августа) на понедельник шаттл подошёл к станции на расстояние 180 м (600 футов), прямо под станцией. В этом положении шаттл выполнил переворот, во время которого члены экипажа МКС Геннадий Падалка и Майкл Барратт с помощью длиннофокусных камер вели съёмку теплозащитного покрытия шаттла. Переворот закончился, когда шаттл и МКС пролетали над Новой Зеландией.
После переворота, командир шаттла Стеркоу направил корабль по дуге вперёд, и шаттл переместился в точку, находящейся на расстоянии 120 м (400 футов), прямо по курсу движения станции (время 0 часов 26 минут, 31 августа). Нос «Дискавери» был направлен в космос, «Дискавери» летел дном вперёд, а его грузовой отсек, в котором установлен стыковочный узел, был раскрыт навстречу станции. От этой точки шаттл, под ручным управлением Стеркоу, начал непосредственное сближение со станцией.
- В 0 часов 36 минут расстояние между шаттлом и МКС — 52 м (170 футов).
- В 0 часов 39 минут расстояние между шаттлом и МКС — 38 м (125 фута).
- В 0 часов 43 минуты расстояние между шаттлом и МКС — 21 м (69 футов).
- В 0 часов 48 минут расстояние между шаттлом и МКС — 9 м (30 футов).
- В 0 часов 52 минут расстояние между шаттлом и МКС — 2,4 м (8 футов).

Стыковка состоялась над северо-восточной Атлантикой в 0 часов 54 минуты (31 августа), что на 10 минут раньше, чем планировалось.
Шаттл «Дискавери» пристыковался к станции с использованием только основных двигателей для коррекции орбиты. Ранее стыковки осуществлялись с использованием как основных, так и вторичных, прецизионных, двигателей. Так как два прецизионных двигателя, расположенные на носу шаттла, вышли из строя после старта.
После проверки герметичности стыка, в 2 часа 33 минуты был открыт люк между шаттлом и станцией.
Первым через люк на станцию вплыл командир шаттла Фредерик Стеркоу. Стеркоу стал первым астронавтом, который прибыл на станцию в четвёртый раз. До этого он посещал МКС во время миссий: «Индевор» STS-88 в 1998 году, в «Дискавери» STS-105 2001 году и «Атлантис» STS-117 в 2007 году.
После стыковки, с помощью двигателей российского модуля «Звезда» комплекс МКС — шаттл (общий вес комплекса 430 тонн, 945.000 фунтов) был развернут на 180° так, что модуль «Звезда» переместился вперёд по курсу движения, а шаттл находится сзади. Такое положение комплекса выбирается для того, чтобы уменьшить вероятность повреждения теплозащитного покрытия шаттла микрометеоритами. Обычно манёвр разворота станции и шаттла выполнялся с помощью прецизионных двигателей ориентации шаттла. Однако из-за обнаружения утечки в одном из прецизионных двигателей, в этот раз это стало невозможным.
В 3 часа 49 минут ложемент Николь Стотт был установлен в «Союзе» ТМА-14, с этого момента Николь Стотт становится бортинженером 20-й экспедиции МКС, Тимоти Копра переходит в экипаж «Дискавери», на котором он, после 57 суток пребывания в космосе, отправится на Землю.
В этот же день астронавты приступили к переноске оборудования, инструментов, скафандров из шаттла в станцию. С помощью робота-манипулятора станции из грузового отсека шаттла был поднят удлинитель манипулятора. Это было сделано для того, чтобы освободить пространство в грузовом отсеке перед предстоящим на следующий день подъёмом транспортного модуля «Леонардо».

### Четвёртый день полёта
17:29 31 августа — 09:29 1 сентября
В этот день из грузового отсека «Дискавери» был поднят транспортный модуль «Леонардо», в котором находятся две стойки с научным оборудованием, холодильник, предназначенный для хранения экспериментальных материалов, новая система для удаления диоксида углерода из атмосферы станции, новое спальное место для астронавтов МКС и тренажёр «Колберт». Общий вес груза находящегося в модуле «Леонардо» составляет 7,5 тонн. Вес модуля «Леонардо» вместе с грузом составляет 13,5 тонн.
В 20 часов 8 минут Кевин Форд и Майкл Барратт с помощью робота-манипулятора станции захватили транспортный модуль «Леонардо», находящийся в грузовом отсеке «Дискавери». В 20 часов 45 минут модуль «Леонардо» был поднят из грузового отсека шаттла. В 21 час 30 минут модуль «Леонардо» был подведён к направленному на Землю стыковочному порту (надир порт) модуля «Гармония». В 21 час 56 минут модуль «Леонардо», с помощью стыковочного механизма, был притянут и, с помощью шестнадцати стяжек, плотно закреплён на модуле «Гармония».
После проверки герметичности стыка и выравнивания давления в модуль «Леонардо» был открыт 2 сентября в 3 часа 54 минуты. Астронавты начали переносить оборудование из «Леонардо» в станцию. После разгрузки, в модуль «Леонардо» будут помещены для отправки на Землю ненужные более на станции материалы и оборудование.
Джон Оливас и Николь Стотт проверяли свои скафандры и подготавливали инструменты для назначенного на следующий день первого выхода в открытый космос.
После анализа снимков днища шаттла, было объявлено, что теплозащитное покрытие шаттла не имеет повреждений, после завершения миссии, шаттл может безопасно приземляться. Не требуется более тщательного обследование каких-либо участков теплозащитного покрытия шаттла.

### Пятый день полёта
16:59 1 сентября — 08:29 2 сентября
День первого выхода в открытый космос. Выходили в космос Джон Оливас и Николь Стотт. Командир экипажа Фредерик Стеркоу и Патрик Форрестер ассистировали астронавтам, находящимся в открытом космосе. Роботом-манипулятором управляли Кевин Форд и Роберт Тирск. Выход начался в 21 час 49 минут.
Астронавты перебрались на сегмент Р1 ферменной конструкции станции, где расположен бак для аммиака (вес бака 580 кг, 1300 фунтов). Этот бак, который входит систему охлаждения станции, должекн был быть размонтирован, снят с ферменной конструкции и временно подвешен на роботе-манипуляторе станции. После того как на место снятого бака, во время второго выхода в открытый космос, будет установлен новый бак для аммиака, снятый бак будет помещен в грузовой отсек шаттла и отправится на Землю, где он будет отремонтирован и вновь, в следующем году, будет отправлен на МКС.
Оливас и Стотт отсоединили коммуникации от бака аммиака. В 23 часа 9 минут бак был захвачен роботом-манипулятором станции.
Во время работы в открытом космосе в течение 33 минут была потеряна связь с Землёй, которая осуществлялась через промежуточный коммуникационный центр на острове Гуам, над которым в это время разразился шторм.
После этого Оливас и Стотт направились к европейскому исследовательскому модулю «Колумбус». Оливас отсоединил расположенные на внешней стороне модуля «Колумбус» две упаковки с экспериментальными образцами, которые экспонировались в открытом космосе с октября 2007 года, и передавал их Стотт. Стотт была закреплена на роботе-манипуляторе, на котором она переместилась от модуля «Колумбус» в грузовой отсек шаттла. Оливас также перешел в грузовой отсек, где он вместе с Стотт закрепили снятые упаковки. Эта работа была выполнена к 2 часам 15 минутам.
Астронавты вернулись к модулю «Колумбус» и сняли с его внешней поверхности два контейнера с американскими экспериментальными образцами. Эти контейнеры, которые находились в космосе с марта 2008 года, также были закреплены в грузовом отсеке шаттла для отправки на Землю.
Астронавты выполнили все запланированные работы за более короткое время чем предусматривалось.
Во время выхода в космос астронавт Джон Оливас обратил внимание на необычно большое количество следов от ударов микрометеоритов или обломков космического мусора на внешней поверхности модуля «Квест» и на сумке с инструментами. Оливас сделал несколько снимков этих следов.
В 3 часа 54 минуты астронавты вернулись в шлюзовой модуль.
Выход закончился в 4 часа 24 минуты 2 сентября. Продолжительность выхода составила 6 часов 35 минут.
Это был 131 выход в космос связанный с МКС с 1998 года.
Астронавты внутри станции переносили доставленные на станцию грузы из модуля «Леонардо». Тренажер «Колберт» был перенесен в модуль «Гармония», спальное место для экипажа МКС было временно установлено в модуле «Кибо», система для очистки воздуха перенесена в модуль «Дестини».

### Шестой день полёта
16:29 2 сентября — 08:29 3 сентября
Астронавты установили доставленные на шаттле две стойки с оборудованием в модуле «Дестини». Одна стойка — с приборами, предназначенными для исследований в области физики жидкостей, во второй стойке помещен холодильник, предназначенный для хранения экспериментальный образцов.
Майкл Барратт устанавливал доставленной на шаттле новое спальное место для экипажа МКС. Первым воспользуется этим новым местом канадский член экипажа МКС — Роберт Тирск.
Астронавты продолжали переноску доставленных материалов и продуктов, необходимых для продолжения жизнедеятельности экипажа МКС.
Джон Оливас и Хосе Эрнандес общались с испаноязычными телевизионными каналами: CNN Espanol и телевидение Мексики.
Джон Оливас и Кристер Фуглесанг подготавливали свои скафандры и инструменты для предстоящего завтра второго выхода в открытый космос.

### Седьмой день полёта
16:29 3 сентября — 07:59 4 сентября
День второго выхода в открытый космос. Выходили в космос Джон Оливас и Кристер Фуглесанг. Во время подготовки к выходу, обнаружилась небольшая проблема с закреплением переговорного устройства в шлеме скафандра Оливаса. Выход начался с небольшим запозданием, в 22 часа 12 минут 3 сентября.
Оливас и Фуглесанг направились в грузовой отсек шаттла, где сняли транспортные крепления с нового бака аммиака. В 23 часа 15 минут бак был освобожден от креплений. Фуглесанг был закреплен на роботе-манипуляторе станции, и вместе с баком аммиака, который он держал в руках, в 0 часов 3 минуты был подведен к месту установки бака на сегменте Р1. Манипулятором управляли Кевин Форд и Николь Стотт. Когда к месту установки бака перебрался и Оливас, астронавты закрепили бак и подсоединили к нему кабели и подводящие к нему аммиачные трубопроводы. В 1 час 5 минут новый бак был установлен.
Затем Оливас оцепил старый аммиачный бак от манипулятора, на котором он висел со времени первого выхода в космос, и в 1 час 38 минут передал его Фуглесангу. Фуглесанг, подвешенный на манипуляторе станции был перемещён назад в грузовой отсек шаттла, где бак был закреплен для отправки на Землю.
Основную запланированную работу, установку нового бака аммиака, астронавты закончили раньше срока почти на час (к 2 часам 55 минутам), поэтому они выполнили ещё некоторые работы. Они установили защитные экраны вокруг видеокамеры манипулятора станции. Эта дополнительная защита, предохранит камеры от возможного загрязнения выхлопными газами во время предстоящей пристыковки японского грузового корабля. Для пристыковки этого корабля будет использоваться робот-манипулятор станции. Оливас и Фуглесанг также установили ещё один держатель для ног на сегменте S1 ферменной конструкции станции. Этот держатель будет использоваться астронавтами во время следующих миссий шаттлов, когда на сегменте S1 будет также заменяться старый бак аммиака.
В добавление, Оливас должен был переконфигурировать кабель нагревателя на стыковочном адаптере № 3, но эта работа была отложена до следующего выхода в космос.
Из центра управления полётом поступило сообщение, что вновь установленный бак аммиака успешно протестирован.
В 4 часа 45 минут астронавты вернулись в шлюзовой модуль.
Выход закончился в 4 часа 51 минуту 4 сентября. Продолжительность выхода составила 6 часов 39 минут.
Это был 132 выход в космос связанный с МКС с 1998 года.
Астронавты, которые не были связаны с выходом в открытый космос, продолжали переноску грузов из модуля «Леонардо».

### Восьмой день полёта
16:29 4 сентября — 08:29 5 сентября
В этот день астронавты имели время для отдыха. Астронавты участвовали в пресс-конференции, которая продолжалась 40 минут. Астронавты отвечали на вопросы корреспондентов из Америки, Канады и Европы.
Астронавты переносили материалы и оборудование в разгруженный транспортный модуль «Леонардо».
Было выполнено 60 % всех операций по разгрузке и загрузке модуля «Леонардо».
Николь Стотт, Робеот Триск и Франк Де Винне изучали процедуру стыковки японского грузового корабля, старт которого назначен на 10 сентября.
Джон Оливас и Кристер Фуглесанг готовились к третьему, заключительному, выходу в открытый космос.

### Девятый день полёта
15:59 5 сентября — 07:29 6 сентября
День третьего выхода в открытый космос. Выходили в космос Джон Оливас и Кристер Фуглесанг. Выход начался в 20 часов 49 минут 5 сентября.
Астронавты направились к сегменту S3 на правой ветви ферменной конструкции станции. Им предстояло раскрыть внешнюю негерметичную платформу, которую не удалось раскрыть астронавтам во время полёта шаттла «Индевор» STS-127 в июле 2009 года. В 22 часа 7 минут Оливас и Фуглесанг успешно справились с первым заданием выхода в космос. Негерметическая платформа раскрыта и готова к приему грузов, которые будут доставлены на станцию во время следующей миссии шаттла — «Атлантис» STS-129.
В 22 часа 15 минут астронавты направились к шлюзовому модулю, чтобы забрать инструменты необходимые для выполнения следующего задания. После этого астронавты направились к сегменту S0, где они заменили вышедший из строя датчик контроля изменения скорости движения по трём направлениям. Эта работа была закончена к 23 часам.
Далее Кристер Фуглесанг должен был заменить модуль управления в системе энергоснабжения (remote power control module, RPCM). С этой работой он справился к 23 часам 30 минутам.
В это же время Джон Оливас начал установку первой навигационной антенны системы GPS. Затем к нему присоединился Фуглесанг и они уже вдвоём установили вторую навигационную антенну. Эта работа была выполнена к 24 часам.
Следующим заданием было — прокладка двух силовых кабелей предназначенных для модуля «Транквилити», который будет пристыкован к станции во время полёта STS- в 2010 году. Кабели проложены от распределительного щита на ферменной конструкции к левому стыковочному порту модуля «Юнити». Каждый кабель имеет длину около 20 метров (60 футов) и его диаметр 4 — 5 см (1,5 — 2 дюйма). В 0 часов 30 минут (6 сентября) астронавты начали раскручивать уложенные в бухты кабели и в ходе раскрутки привязывали кабели к поручням. Один конец кабеля был закреплен на сегменте Z1. Семь из восьми разъёмов кабелей были подсоединены к соответствующим гнёздам. Один из разъёмов кабеля не удалось подключить, так как разъём на кабеле не подходил к ответной части. Этот разъём был изолирован и оставлен в таком состоянии. С этой проблемой придётся разбираться во время следующих экспедиций шаттлов.
В 2 часа 50 минут вышла из строя видеокамера на шлеме скафандра Фуглесанга. Оторвался кабель на шлеме, по которому передавался сигнал на видеокамеру. Оливас снял этот кабель вместе с камерой, чтобы забрать с собой и разобраться с поломкой внутри станции. Возможно, отсоединение кабеля произошло во время работы с силовыми кабелями. В 3 часа Фуглесанг направился к шлюзовому модулю.
В 3 часа 34 минуты астронавты вернулись в шлюзовой модуль.
Выход закончился в 3 часа 40 минут 6 сентября. Продолжительность выхода составила 7 часов 1 минута.
Это был 133 выход в космос связанный с МКС с 1998 года.
Тимоти Копра и Роберт Тирск заменили один из шестнадцати захватов стыковочного узла модуля «Гармония», к которому пристыкован модуль «Леонардо». Майкл Барратт и Франк Де Вине заменили фильтр в системе регенерации воздуха.

### Десятый день полёта
15:29 6 сентября — 07:29 7 сентября
День посвящён завершению загрузки модуля «Леонардо». По состоянию на начало дня, было перенесено около 85 % всех грузов из модуля «Леонардо» и обратно.
После разгрузки модуль «Леонардо» был загружен материалами и оборудованием, с общим весом около 1 тонны (2412 фунтов).
В 18 часов астронавты Тимоти Копра и Джон Оливас общались с журналистами различных американских телевизионных компаний.
Во второй половине дня астронавты имели время для отдыха.
В конце дня европейские астронавты Франк Де Винне и Кристер Фуглесанг, находясь в европейском исследовательском модуле «Колумбус», общались с представителями правительства Швеции, с представителями ЕКА и с журналистами.

### Одиннадцатый день полёта
15:30 7 сентября — 07:29 8 сентября
В 17 часов 34 минуты был закрыт люк между станцией и транспортным модулем «Леонардо». В 23 часа был разгерметизирован вестибюль между «Леонардо» и модулем «Гармония». В 24 часа модуль «Леонардо», который был захвачен роботом-манипулятором станции, был отстыкован от станции. Кевин Форд и Хосе Эрнандес с помощью манипулятора уложили модуль «Леонардо» (1 час, 8 сентября) в грузовой отсек шаттла для отправки на Землю.
Кроме грузов в модуле «Леонардо», в грузовом отсеке шаттла также вернутся на Землю 900 кг (1950 фунтов) оборудования снятого с внешней поверхности станции во время выходов в космос, а также 390 кг (861 фунтов) в кабине шаттла.
В 2 часа 30 минут члены экипажей «Дискавери» и МКС собрались в модуле «Гармония» и начали прощаться друг с другом. В 3 часа 11 минут был закрыт люк между шаттлом и станцией. Отход шаттла от станции намечен на следующий день.

### Двенадцатый день полёта
14:59 8 сентября — 06:59 9 сентября
В 17 часов 30 минут были включены двигатели шаттла, чтобы развернуть комплекс на 180° так, чтобы шаттл оказался впереди по курсу движения. Этот манёвр продолжался 55 минут.
В 19 часов 26 минут шаттл «Дискавери» отстыковался от МКС. Продолжительность совместного полёта составила 8 суток 19 часов 32 минуты. Расстыковка произошла над районом западного Китая, где проходит граница между Китаем и Монголией.
В 19 часов 41 минуту шаттл был на расстоянии 60 м (200 фута) от станции.
В 19 часов 53 минуты, на расстоянии 150 м (500 футов) от станции, шаттл начал облёт МКС. В начале облёта, шаттл находился впереди станции, затем он оказался над станцией (20 часов), удаление от станции — 180 м (600 футов), затем — позади (20 часов 15 минут), далее — снизу (20 часов 28 минут) и вновь перед станцией (20 часов 38 минут). В 20 часов 39 минут на короткое время был включен двигатель шаттла, после чего шаттл начал медленно удаляться от станции. В 21 час 9 минут двигатели шаттла были вновь включены, и он окончательно ушёл от станции.
Облёт станции выполнялся только с использованием первичных двигателей ориентации, так как прецизионные двигатели ориентации вышли из строя при старте.
В этот день астронавты шаттла провели заключительную перед приземлением инспекцию теплозащитного покрытия «Дискавери». Инспекция началась в 22 часа 50 минут и закончилась в 3 часа (9 сентября).
Робот-манипулятор и удлинитель были опущены в грузовой отсек и закреплены перед предстоящим приземлением.

### Тринадцатый день полёта
14:59 9 сентября — 06:59 10 сентября
Астронавты занимаются упаковкой приборов, оборудования и инструментов перед приземлением. Командир и пилот перепроверяли системы шаттла, которые будут задействованы во время схода с орбиты и приземления.
Астронавты (с 21 часа) отвечали на вопросы корреспондентов американских телевизионных каналов: CBS News, ABC News и CNN.
Первые две возможности для приземления «Дискавери» в космическом центре Кеннеди: 10 сентября в 23 часа 5 минут на 202 витке; 11 сентября в 0 часов 42 минута на 203 витке.
Все системы шаттла работают нормально, нет никаких технических проблем перед приземлением. Однако, прогноз погоды на четверг (10 сентября) и пятницу (11 сентября) — не благоприятен. Во Флориде ожидается неустойчивая погода: облачность, дожди и возможно грозы. В Калифорнии, где расположена военно-воздушная база Эдвардс, и где в случае неблагоприятных условий во Флориде, может приземлиться «Дискавери», погодные условия остаются приемлемыми для приземления.
НАСА намерено приземлить «Дискавери», самое позднее, в субботу (или во Флориде, или в Калифорнии), хотя ресурсов шаттла достаточно для продолжения полёта до воскресенья (13 сентября).
После изучения последних снимков теплозащитного покрытия шаттла, полученных после отстыковки от станции, официально объявлено, что повреждений нет и «Дискавери» может безопасно приземляться.

### Четырнадцатый день полёта
14:59 10 сентября — 05:29 11 сентября
Около 16 часов была проведена коррекция орбиты «Дискавери». Эта внеплановая коррекция, была проведена, чтобы избежать столкновения с неожиданно обнаруженным обломком космического мусора.
Первая возможность для приземления была на 202 витке. Двигатели должны были быть включены на торможение в 21 час 59 минут, приземление в 23 часа 5 минут.
Вторая возможность приземления в 24 часа 42 минуты, 11 сентября.
Астронавты начали непосредственную подготовку к приземлению. В 19 часов 45 минут был закрыт грузовой отсек шаттла.
В 20 часов погода над мысом Канаверал оставалась неблагоприятной для приземления (скорость ветра 20 узлов, облачность и дождь внутри 50 километровой (30 миль) зоны вокруг посадочной полосы).
В 20 часов 46 минут астронавты получили указание приступить к выполнению, так называемому, «жидкостному протоколу» («fluid loading» protocol). Перед приземлением, чтобы легче переносить переход от невесомости к земной тяжести, астронавты пьют в больших количествах воду, апельсиновый сок и напитки из лимона и тропических фруктов, а также принимают специальные солевые таблетки.
К 21 часу погода ещё более ухудшилась.
В 21 час 22 минуты принято решение об отмене первой попытки приземления.
«Дискавери» должен 203 раз облететь Землю. Торможениес для схода с орбиты на следующем витке должно начаться в 23 часа 35 минут.
Решение о пропуске второй возможности для приземления на 203 витке было принято в 23 часа 27 минут (за 10 минут) до планируемого тормозного импульса, который должен был направить «Дискавери» к Земле.
После отмены приземления (в 23 часа 42 минуты) был вновь открыт грузовой отсек шаттла. Астронавты сняли свои скафандры.
Не устойчивые, быстро меняющиеся и трудно предсказуемые условия погоды вынудили пропустить две имевшиеся возможности для приземления в ночь с 9 на 10 сентября и перенести приземление на вечер 10 сентября.
Следующая попытка приземления будет предпринята вечером 11 сентября.
В этот день имеется четыре возможности — две на мысе Канаверал и две в Калифорнии на военно-воздушной базе Эдвардс:
- виток 217 — тормозной импульс в 20 часов 45 минут — приземление в 21 час 48 минут — мыс Канаверал
- виток 218 — тормозной импульс в 22 часа 21 минут — приземление в 23 часов 23 минут — мыс Канаверал
- виток 219 — тормозной импульс в 23 часа 50 минут — приземление в 00 часов 53 минуты, 12 сентября — база Эдвардс
- виток 220 — тормозной импульс в 1 час 26 минут, 12 сентября — приземление в 2 часа 28 минут, 12 сентября — база Эдвардс

### Пятнадцатый день полёта
13:32 11 сентября — 23:48 11 сентября
«Дискавери» должен приземлиться либо во Флориде, либо в Калифорнии.
Погода во Флориде остаётся неблагоприятной для приземления. В Калифорнии — идеальная погода для приземления.
Уже в 17 часов 53 минуты была отменена первая сегодняшняя попытка приземления, которая должна была бы состояться в 21 час 48 минут. Над космическим центром Кеннеди густые облака и дождь. Согласно прогнозу, улучшения погоды не ожидается.
В 19 часов 34 минуты принято решение об отказе приземления «Дискавери» на мысе Канаверал и о переносе приземления на военно-воздушную базу Эдвардс в Калифорнии. Приземление должно состояться в 0 часов 53 минуты 12 сентября по Гринвичу (17 часов 53 минуты летнего времени тихоокеанского побережья США).
В 20 часов 31 минуты закрыт грузовой отсек шаттла. В 22 часа астронавты «Дискавери» начали надевать свои скафандры.
В 23 часа 10 минут «Дискавери» получил разрешение на приземление на военно-воздушной базе Эдвардс.
В 23 часа 47 минут были включены двигатели шаттла на торможение. Двигатели отработали 2 минуты 35 секунд, «Дискавери» перешёл на траекторию снижения.
В 0 часов 22 минуты «Дискавери», пролетая над южной частью Тихого океана, вошёл в верхние слои атмосферы. В это время скорость шаттла достигала М25 и он находился на высоте около 120 км (400000 футов). В 0 часов 30 минут «Дискавери» находился на расстоянии 4,5 тыс. км (2800 миль) от посадочной полосы, высота полёта составляла 72 км (45 миль). 0 часов 38 минут (15 минут до приземления) — расстояние до полосы 1600 км (1000 миль), высота — 58 км (36 миль), скорость около М14. 0 часов 45 минут — расстояние до полосы 230 км (143 мили), высота — 34 км (21 миля). «Дискавери» подлетает к Калифорнии. 0 часов 49 минут — расстояние до полосы 105 км (65 миль), высота — 18 км (11 миль).
В 0 часов 53 минуты (12 сентября по Гринвичу) шаттл «Дискавери» благополучно приземлился на взлётно-посадочной полосе № 22 военно-воздушной базы Эдвардс. Это была 54-е приземление шаттла на базе Эдвардс. Продолжительность полёта составила 13 суток 20 часов 53 минуты 45 секунд. Проёденное расстояние 9,26 млн км (5.755.275 миль).
В 1 час 25 минут был открыт люк шаттла и члены экипажа вышли из корабля.
Потребуется от семи до десяти суток, чтобы подготовить «Дискавери» к перелёту во Флориду на спине специально оборудованного Боинга. После перелёта в космический центр Кеннеди «Дискавери» начнёт подготовку к своему следующему полёту в космос, к МКС — «Дискавери» STS-131, старт назначен на февраль 2010 года.

## После полёта
20 сентября шаттл «Дискавери» закрепленный на спине специально оборудованного Боинга 747 начал перелёт из Калифорнии с военно-воздушной базы Эдвардс во Флориду в Космический центр Кеннеди. Боинг с шаттлом на спине стартовал в 13 часов 20 минут по Гринвичу (6 часов 20 минут утра летнего времени тихоокеанского побережья США). Первую промежуточную посадку для дозаправки Боинг совершил в 18 часов 23 минуты в международном аэропорте имени Рика Хасбанда города Амарилло (штат Техас). После дозаправки в 18 часов 23 минуты Боинг вылетел из Амарилло. Следующая посадка для дозаправки — в 19 часов 18 минут в Форт-Уэрте (штат Техас) на базе морской авиации (Naval Air Station Joint Reserve Base). В 20 часов 10 минут Боинг с шаттлом «Дискавери» вновь взлетел. Следующая посадка для ночевки произошла в 22 часа 46 минут на военно-воздушной базе Барксдейл (штат Луизиана).
Четвёртый (заключительный) отрезок перелёта начался на следующий день в 13 часов 40 минут, когда Боинг с шаттлом на спине взлетел с аэродрома базы Барксдейл. В 16 часов 5 минут Боинг 747 с шаттлом приземлился на взлётно-посадочной полосе № 33 в космическом центре Кеннеди.
21 сентября шаттл «Дискавери» после завершения успешной миссии STS-128 и перелёта из Калифорнии во Флориду вернулся в исходную точку, откуда он стартовал в космос 29 августа.

## Итоги
Все поставленные задачи были выполнены. Доставлено более 7 тонн оборудования для продолжения работы на МКС. Произведена замена одного члена экипажа МКС: Николь Стотт осталась на станции, Тимоти Копра вернулся на Землю после почти 58 суток проведенных в космосе.